# Annet de Clermont-Gessant
Annet de Clermont-Gessant (ur. ok. 1587, zm. 9 czerwca 1660 na Malcie) – 59. wielki mistrz Zakonu Joannitów w roku 1660.
Wywodził się z rodziny szlacheckiej książąt Clermont-Tonnerre z Owernii (pochodził z niej m.in. marszałek Gaspard de Clermont-Tonnerre). Urodził się około 1587 w Aimar de Chaste. Był blisko spokrewniony z Hermanem de Clermont de Chastes, wielkim mistrzem lazarytów.
W 1604 przystąpił do zakonu. W 1606 wsławił się bohaterską obroną miasta Mahometta w Afryce, co zapewniło mu poważanie w zakonie. Pełnił funkcje przeora w Lyonie i wielkiego przeora w Owernii. W 1645 przeniósł się na Maltę. Po śmierci Martina de Redina 9 lutego wybrano go na kolejnego wielkiego mistrza. Zmarł jednak już po czterech miesiącach wskutek odnowienia rany odniesionej podczas oblężenia Mahometty. Pochowano go w kaplicy Owernii w konkatedrze świętego Jana w Valletcie.